# Faure Chomón
Faure Chomón Mediavilla (Manatí, 15 de enero de 1929 - La Habana, 5 de diciembre de 2019) fue un dirigente estudiantil reformista, revolucionario, militar, político y diplomático cubano que tuvo una actuación destacada en la Revolución cubana como dirigente fundador del Directorio Revolucionario junto a José Antonio Echeverría, Fructuoso Rodríguez, José Assef Yara, Rolando Cubelas, Guillermo Jiménez y otros destacados combatientes contra la dictadura de Fulgencio Batista.  
El 13 de marzo de 1957, durante la dictadura de Fulgencio Batista, dirigió junto con Carlos Gutiérrez Menoyo el grupo guerrillero que realizó el ataque al palacio presidencial de Cuba, durante el cual es herido, parte al exilio ese mismo año. En 1958 desembarca en el yate "Escapade" cerca de Nuevitas y establece el frente guerrillero que el Directorio Revolucionario estableció en Escambray y coordinó sus acciones con las columnas guerrilleras del Movimiento 26 de Julio que llegaron a la zona en octubre de 1958 al mando del Che Guevara y Camilo Cienfuegos mediante el pacto del Pedrero firmado por el Che Guevara y Rolando Cubela Secades.

## Biografía
Faure Chomón Mediavilla se inició como dirigente estudiantil en la Federación de Estudiantes Universitarios (FEU) en los años 50. 
Como integrante del Directorio Revolucionario, el 13 de marzo de 1957, durante la dictadura de Fulgencio Batista dirigió junto a Carlos Gutiérrez Menoyo el grupo guerrillero que realizó el ataque al palacio presidencial de Cuba, en el que resultó gravemente herido.
En 1958 dirigió el desembarcó de la Expedición en Nuevitas, que estableció el frente guerrillero  del Directorio Revolucionario en Escambray y coordinó sus acciones con las columnas guerrilleras del Movimiento 26 de Julio que llegaron a la zona en octubre de 1958 al mando del Che Guevara y Camilo Cienfuegos.
Una vez triunfante la revolución, Chomón fue reconocido en el grado de comandante de las fuerzas armadas. Después fue Ministro de Comunicaciones y de Transporte; Primer Secretario del Partido en la provincia de Las Tunas; embajador de Cuba en la Unión Soviética, Vietnam y Ecuador. 
Durante la Rebelión del Escambray, Fidel Castro le encomendo la misión de mediar un alto al fuego con Osvaldo Ramírez García, ofreciendole una amnistía personal y la vida garantizada, dichas negociaciones fracasaron.
En marzo de 1962 Chomón fue elegido para integrar el Directorio Nacional del nuevo Partido Unido de la Revolución Socialista de Cuba (PURSC) y en octubre de 1965 pasó a formar parte del Comité Central y el Secretariado del Partido Comunista de Cuba (PCC), sucesor del anterior. Fue Ministro del Transporte entre 1965 y 1970. 
En el I Congreso del PCC, en 1975, fue reelegido miembro del Comité Central. Desde 1976 sirvió también como diputado de la Asamblea Nacional del Poder Popular (ANPP) por la provincia de Camagüey. El VII Congreso del PCC de 2016 y las elecciones a la IX ANPP de 2018 supusieron su enésimas reelecciones en ambas instancias. Faure Chomón falleció el 5 de diciembre de 2019 en La Habana, Cuba a causa de un síndrome de disfunción multiorgánica.